# Carl Fredrik Fallén
Carl Frederick (o Frederik o Friedrich) Fallén (Kristianehaum, Suecia, 22 de septiembre de 1764-Esperd, 26 de agosto de 1830) fue un profesor, zoólogo, entomólogo y botánico sueco.

## Biografía
Fue profesor en la Universidad de Lund, llegando hasta rector entre 1818 a 1819.
En 1817, Fallen descubre la especie de moscas Muscina stabulans.
Publicó entre 1814 y 1827 su obra cumbre Diptera Sueciae.

## Obras
- Specim. entomolog. novam Diptera disponendi methodum exhibens. Berlingianus, Lundae [= Lund]. 26 pp. 1810[2]
- Frsk att bestmma de i Sverige funne flugarter, som kunna fras till slgtet Tachina. K. Sven. Vetenskapsakad. Handl. (2) 31: 253-87. 1810
- Beskrifning fver n...gra i Sverige funna vattenflugor (Hydromyzides). K. Sven. Vetenskapsakad. Handl. (3) 1813: 240-57. 1813
- Beskrifning fver n...gra Rot-fluge Arter, hrande till slgterna Thereva och Ocyptera. K. Sven. Vetenskapsakad. Handl. (3) 1815: 229-40. 1815
- Syrphici Sveciae [part]. Berling, Lundae [= Lund]. P. 23-62 1817
- Scenopinii et Conopsariae Sveciae. Berling, Lundae [= Lund]. 14 pp. 1817
- Beskrifning fver de i Sverige funna fluge arter, som kunna fras till slagtet Musca. Forsta Afdelningen. K. Sven. *Vetenskapsakad. Handl. (3) 1816: 226-54. 1817
- Heteromyzides Sveciae. Berling, Lundae [= Lund]. 10 pp. 1820
- Opomyzides Sveciae. Berling, Lundae [= Lund]. 12 pp. 1820
- Ortalides Sveciae. Part. III: a et ultima. Berling, Lundae [= Lund]. pp. 25–34. 1820
- Sciomyzides Sveciae. Berling, Lundae [= Lund]. 16 pp. 1820
- Monographia Muscidum Sveciae. Part. V. Berling, Lundae [= Lund]. pp. 49–56. 1823
- Agromyzides Sveciae. Berling, Lundae [= Lund]. 10 pp. 1823
- Hydromyzides Sveciae. Berling, Lundae [=Lund]. 12 pp. 1823
- Geomyzides Sveciae. Berling, Lundae [= Lund]. 8 pp. 1823
- Monographia Dolichopodum Sveciae. Berling, Lundae [= Lund]. 24 pp. 1823[3]
- Phytomyzides et Ochtidiae Sveciae. Berling, Lundae [= Lund]. 10 pp. 1823
- Monographia Muscidum Sveciae. Part IX & ultima. Berling, Lundae [= Lund]. pp. 81–94. (18 de junio de 1825)